# Jolanta Hibner
Jolanta Emilia Hibner, née le 26 janvier 1951, est une ingénieure et femme politique polonaise. Elle est membre du Parlement européen de 2009 à 2014 comme député de la Plate-forme civique (PO). Elle a été élue, pour la première fois, en 2005 à la Diète, puis pour un nouveau mandat en 2007 dans le district de Varsovie. En 2009, elle est élue au parlement européen. À la fin de la législature, elle ne sollicite pas de nouveau mandat. En 2015, elle se représente aux élections législatives et est réélue.